# Mällsjön (Malungs socken, Dalarna)
Mällsjön är en sjö i Malung-Sälens kommun i Dalarna och ingår i Dalälvens huvudavrinningsområde. Sjön har en area på 0,0592 kvadratkilometer och ligger 331,3 meter över havet. Sjön avvattnas av vattendraget Lömman.

## Delavrinningsområde
Mällsjön ingår i det delavrinningsområde (671154-138843) som SMHI kallar för Utloppet av Mällsjön. Medelhöjden är 342 meter över havet och ytan är 0,59 kvadratkilometer. Räknas de 2 avrinningsområdena uppströms in blir den ackumulerade arean 10,48 kvadratkilometer. Lömman som avvattnar avrinningsområdet har biflödesordning 3, vilket innebär att vattnet flödar genom totalt 3 vattendrag innan det når havet efter 371 kilometer. Avrinningsområdet består mestadels av skog (56 procent) och sankmarker (34 procent). Avrinningsområdet har 0,06 kvadratkilometer vattenytor vilket ger det en sjöprocent på 9,8 procent.